# DASYLab
DASYLab ist ein grafisch zu programmierendes Messwerterfassungssystem für Windows von National Instruments. Das Akronym steht für „Data Acquisition System Laboratory“.
Die erste Version erschien 1993 und wurde von der damaligen DATALOG GmbH entwickelt, die Weiterentwicklung wurde im Jahr 1998 durch National Instruments übernommen.
Hauptanwendungsgebiet ist die Erfassung und Visualisierung von Messwerten über diverse Messwerterfassungshardware unterschiedlichster Hersteller.

## Funktionen
Die Programmierung einer Mess-, Verarbeitungs- und Auswertekette erfolgt auf grafische Weise, indem am Bildschirm – im sogenannten Schaltbild – einzelne Module platziert werden. Module haben eine festgelegte Funktion (z. B. Arithmetik) und können nach der Erstellung parametriert werden (z. B. Daten addieren, subtrahieren etc.). Der Datenfluss wird durch Verbindungen zwischen den Ein- und Ausgängen der Module realisiert. Die Module unterteilen sich in Gruppen für die Messwerterfassung, die Verarbeitung und die Visualisierung bzw. Datenablage.
Eine weitere Option des Programms ist die Möglichkeit, benutzerspezifische Layouts zu gestalten, die z. B. als Benutzerschnittstelle für Anwender oder für spezielle Visualisierungen eingesetzt werden. Ab Version 13 ermöglicht ein Skriptmodul das Einfügen selbst erstellter Funktionen. Die dabei eingesetzte Skriptsprache ist Python.

## Varianten
DASYLab wird in unterschiedlichen Varianten ausgeliefert (Pro, Full, Basic und Lite), die sich in ihrem Funktionsumfang unterscheiden. Zudem gibt es noch eine kostenlose Runtime-Version, die nur das Ausführen bestehender Schaltbilddateien (.dsb) erlaubt, nicht jedoch deren Bearbeitung.

## Versionshistorie
| Name                             | Version | Datum                                |
| -------------------------------- | ------- | ------------------------------------ |
| DASYLab                          | 16-Bit  | Anfang 1993                          |
| DASYLab 2.0                      | 16-Bit  | Mitte 1995                           |
| DASYLab 3.0/3.5                  | 16-Bit  | 1996                                 |
| DASYLab 4.0                      | 32-Bit  | 1997                                 |
| DASYLab 5.0                      | 32-Bit  | 1998                                 |
| DASYLab 5.5                      | 32-Bit  | 1998                                 |
| DASYLab 6.0                      | 32-Bit  | 2001                                 |
| DASYLab 7.0                      | 32-Bit  | 2002                                 |
| DASYLab 8.0                      | 32-Bit  | 2004                                 |
| DASYLab 9.0                      | 32-Bit  | 2006                                 |
| DASYLab 10.0                     | 32-Bit  | 2007                                 |
| DASYLab 11.0                     | 32-Bit  | 2009                                 |
| DASYLab 12.0                     | 32-Bit  | 2011                                 |
| DASYLab 13.0                     | 32-Bit  | 2013                                 |
| DASYLab 2016 (int.Rel. 14.00.00) | 32-Bit  | 2016 (nur noch Windows 7 oder höher) |
| DASYLab 2016 SP2                 | 32-Bit  | 2018                                 |
| DASYLab 2020                     | 32-Bit  | 2019                                 |
| DASYLab 2020.1                   | 32-Bit  | 2020                                 |
| DASYLab 2022.0                   | 32-Bit  | 2021                                 |
| DASYLab 2022.1                   | 32-Bit  | 2022                                 |
| DASYLab 2024.0                   | 32-bit  | 2024                                 |